# Absolut (musikgrupp)
Absolut var en kristen musikgrupp från Göteborg.
Absolut bestod av medlemmarna Tomas Paulson (sång, gitarr, keyboards), Lars Ludvigsson (sång, gitarr), Per Bergström (bas, gitarr, sång) och Lars Johansson (percussion, gitarr, bas, sång). Bandet gav 1975 ut det självbetitlade albumet Absolut (Marilla MALP-62), vilket är producerat av Tomas Ernvik och innehåller mjuk progressiv pop med psykedeliska inslag. 